# Siluan (Glazkin)
Siluan (světským jménem: Alexandr Jevgeněvič Glazkin; * 19. prosince 1969, Moskva) je ruský duchovní Ruské pravoslavné církve a biskup kalačinský a muromcevský.

## Život
Narodil se 19. prosince 1969 v Moskvě.
Po střední škole nastoupil na Moskevský duchovní seminář. V průběhu studia absolvoval povinnou vojenskou službu. Po dokončení semináře pokračoval na Moskevskou duchovní akademii, kterou zakončil se získáním titulu kandidát bohosloví. Ve čtvrtém ročníku studia byl přijat jako poslušník do Trojicko-sergijevské lávry.
Dne 18. dubna 1997 byl představeným lávry archimandritou Feognostem (Guzikovem) postřižen na monacha se jménem Siluan na počest apoštola ze sedmdesáti Silvana. Následující rok byl 5. ledna biskupem bronnickým Tichonem (Jemeljanovem) rukopoložen na jerodiákona a 8. října metropolitou petrohradským Vladimirem (Kotljarovem) na jeromonacha. Po vysvěcení se stal představeným Varnického monastýru v Rostově.
Roku 2002 byl povýšen na igumena a 27. dubna 2006 na archimandritu.
Dne 2. října 2013 jej Svatý synod zvolil biskupem lyskovským a lukojanovským a 1. listopadu byl oficiálně jmenován biskupem. Biskupská chirotonie proběhla 17. listopadu v chrámu Krista Spasitele v Kaliningradu.
Dne 30. května 2024 byl převeden na kalačinskou katedru.